# Phalloceros harpagos
Espèce
Synonymes
- Phalloceros harpagos Lucinda, 2008
- Phalloceros caudimaculatus (non Hensel, 1868)
- Phalloceros caudomaculatus (non Hensel, 1868)[1]

Phalloceros harpagos est une espèce de poisson du genre Phalloceros et de la famille des Poeciliidae. Cette espèce possède comme l'espèce Phalloceros caudimaculatus des spots noirs sur le corps, mais est surtout a ne pas confondre.

## Étymologie
Phalloceros : du grec phallos = pénis et du grec keras = corne.

## Répartition géographique
Cette espèce est endémique d'Amérique du Sud: Bassin du "Rio Paraná" au Paraguay et bassins côtiers du Rio "Itaboapana" au Rio "Araranguá".